# 세인트빈센트 그레나딘
세인트빈센트 그레나딘(영어: Saint Vincent and the Grenadines, 문화어: 쎈트빈쎈트그레너딘즈)은 카리브해에 있는 섬나라이다. 동카리브해의 소앤틸리스 제도 남방에 떠 있는 약 600여 개의 섬으로, 이 중 세인트빈센트 섬이 중심이다. 1979년 영국 의회의 승인을 받아 정식으로 독립했다. 경제는 전통적으로 농업이 중심이고 전체 노동력의 80%가 농업에 집중되어 있다. 주요 산물은 바나나와 땅콩 및 산림자원이다. 주민의 반수 이상이 흑인이며 혼혈인도 적지 않다. 공용어는 영어이다.

## 역사
세인트빈센트 그레나딘의 초기 명칭은 원주민 카리브 족이 지은 축복받은 섬이라는 뜻의 하이로우나 (Hairouna)였다. 카리브 족은 18세기까지 적극적으로 유럽인의 정착을 막았었다. 당시에 난파당했거나 바베이도스, 세인트 루시아, 그레나다로부터 탈출했던 노예상태의 아프리카인들이 세인트빈센트 본토로 도피하여 카리브족과 결혼하면서 가리푸나 혹은 검은 카리브족으로 알려지게 되었다.
1719년 초기, 프랑스의 정착민들은 섬의 통제권을 얻으면서 플랜테이션 상에 커피, 담배, 인디고, 목화, 설탕등을 기르기 시작했다. 이 플랜테이션들은 노예상태의 아프리카인들이 경작했다. 1763년에 프랑스는 세인트빈센트의 통제권을 영국에 양도했다. 그러나, 1779년에 프랑스는 섬을 다시 침략했다. 프랑스는 뒤베르네트 요새 근처 칼리아쿠아에 상륙한 후 통제권을 다시 얻었다. 영국은 마침내 1783년 베르사유 조약하에 세인트빈센트를 되찾았다. 1900년대에 세인트빈센트 그레나딘은 영국으로 자유를 얻었고, 1979년에 독립을 이루었다.

## 지리
세인트빈센트 그레나딘은 동카리브해의 세인트 루시아와 그레나다 사이에 있다. 대앤틸리스 제도의 윈드워드 제도에 있으며 주도인 세인트빈센트 섬과 그 남쪽의 베키아, 카노완, 마이로, 무스티크, 유니언 등을 포함하는 북부 그레나딘 제도로 이루어져 있다. 북쪽에는 세인트 루시아, 동쪽에는 바베이도스 등의 섬나라가 인접해 있다. 주도인 세인트빈센트 섬의 총 면적은 344 km2로 대한민국의 진도나 강화도와 같은 크기에 해당되며, 섬의 남부에는 수도인 킹스타운이 위치하고 있다. 그레나딘 섬과 함께 그레나다 근처에 몇몇 섬이 솟아 있다.
세인트빈센트 섬은 타원형의 화산섬으로 산맥이 남북으로 길게 이어져 있다. 그 산지를 가로지르듯 많은 하천이 흘러내려 협곡을 형성하는데 그중 몇개의 계곡은 수력발전에 이용되고 있다. 하구부에는 작은 규모의 충적평야가 전개되어 있다. 세인트빈센트섬을 비롯하여 주위는 화산활동이 활발하며 특히 세인트빈센트섬 북부의 수프리에르 화산(1,234m)이 1902년 폭발하여 섬 북쪽이 황폐해졌고, 1979년 4월 분화로 섬의 1/3이 화산재로 뒤덮여 바나나 재배등에 큰 피해등을 입었다. 전국토 중 경지는 18%, 산림지대는 36%이고 10%가 경지로 개발이 가능하다. 그레나딘 제도도 세인트빈센트섬의 남쪽에 위치하는 화산군도로서 가장 큰 섬인 카리아쿠섬(그레나다령)을 포함하여 약 600개의 섬으로 이루어져있다. 그레나딘제도의 남부는 그레나다의 보호령이고, 북부는 세인트빈센트 그레나딘에 속한다.

## 기후
기후는 열대성이나 북동무역풍대에 위치하므로 비교적 더위를 견디기 쉽다. 기온은 연간 18~32 °C 사이를 오르내리며 1~4월의 건기와 5~12월의 우기로 구분된다. 강수량은 고도가 높아질수록 증가하며 해안부에서는 연평균 1,500mm이나 내륙 최고부에서는 4,500mm에 이른다. 기온과 습도가 높다는 편에서 아시아의 대만과 어느정도 비슷한 기후(대만과 비교하였을 때 습도는 현저히 낮은 편이다.)을 가지고 있고 이를 바탕으로 농업분야에서 대만과 협력관계를 가지고 있다.

## 민족과 언어
주민은 아프리카에서 노예로 끌려왔던 흑인의 자손이 66%, 혼혈이 10%, 인도계 5%, 기타 5%이다. 주민들은 자신들을 Vincy로 통칭하며, 공용어는 영어이지만 'Vincy어'라는 형태로 특유의 강한 악센트와 영어와는 다른 문법체계를 가진 문장을 함께 사용한다. 그레나딘 제도의 일부에서는 프랑스어가 섞인 파트와로 불리는 크리올어가 사용되고 있다. 일부는 스페인어도 사용한다.
세인트빈센트그레나딘의 문화는 흑인, 포르투갈계, 프랑스계, 인도계 등 혼합된 다민족 문화에 영향을 준 인도계의 문화와 전통적인 맥락을 같이한다. 음악적으로 섬주민들은 레게, 칼립소를 추구하며 댄스음악의 한 형태인 소카(Soca)는 남녀노소를 불문하고 인기있는 음악장르이다. 세인트빈센트 섬의 수도 킹스타운에서는 매년 소카축제를 벌이는데, 이때 주민들은 삼바축제와 비슷한 형태를 한 가장행렬을 시행한다. 스포츠는 영국식의 크리켓과 축구, 네트볼, 배구, 농구를 좋아한다. 배 건조와 장식용 배는 세인트빈센트섬과 그레나딘 제도 예술의 한 형태이다. 남자들은 테이블게임으로 숫자게임의 일종인 도미노를 즐긴다.
종교는 개신교가 88.6%, 가톨릭이 10%, 그 외가 힌두교나 이슬람교이다.

## 외교
1979년 독립 직후에 대한민국과 수교하였으며, 1988년 서울 올림픽 대회에도 참가하였다. 조선민주주의인민공화국과는 1981년 처음 수교하였는데, 1988년 대한항공 858편 폭파 사건을 사유로 단교하였다가, 2년 후인 1990년에 다시 수교했다.

## 같이 보기
- 긴 지명 목록